# Китен
Китен (буг. Китен) градић је у Републици Бугарској и насеље општине Приморско у оквиру Бургаске области.
Китен је приморско летовалиште на обали Црног мора, које радо посећују и људи из Србије.

## Географија
Положај: Китен се налази крајње југоисточном делу Бугарске. Од престонице Софије град је удаљен 450 km источно, а од обласног средишта, Бургаса град је удаљен 50 km јужно.
Китен је насеље на бугарској обали Црног мора. Градско приобаље чини низ плажа, а у позадини се издижу планина Странџа.

## Становништво
По проценама из 2007. године Китен је имао око 1.200 становника. Огромна већина градског становништва су етнички Бугари. Остатак су махом Роми. Претежан вероисповест месног становништва је православље.

## Галерија
- Један од хотела
- Градска плажа
- Улица у Китену